# Cecily Lefort

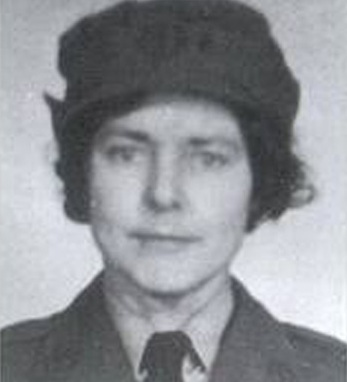
Cecily Lefort

Cecily Margot Lefort, geborene MacKenzie (* 30. April 1900 in London; † im Februar 1945 im KZ Ravensbrück) war eine Agentin der britischen nachrichtendienstlichen Spezialeinheit „Special Operations Executive“ (SOE).

## Leben
1925 heiratete MacKenzie den französischen Arzt Alex Lefort, mit dem sie in Paris lebte. Die begeisterten Segler besaßen ein Sommerhaus an der bretonischen Küste westlich von Dinard, das sie nach der deutschen Besetzung Frankreichs im Sommer 1940 Freunden und Bekannten, die von den Deutschen verfolgt wurden, als Versteck zur Verfügung stellten. Auf Drängen ihres Mannes brachte Lefort sich schließlich selbst in England in Sicherheit, wo sie sich freiwillig zur Women’s Auxiliary Air Force (WAAF) meldete und einen Offiziersrang erwarb. Ende 1942 wurde Lefort wegen ihrer guten Französischkenntnisse von SOE, Sektion F, unter dem Tarnnamen „Alice“ angeworben, um in Frankreich die Résistance zu unterstützen. Als Kurier sollte sie für den Agentenring „Jockey“ und dessen Leiter, den Belgier Francis Cammaerts, im Gebiet um Montélimar arbeiten. In der Nacht zum 17. Juni 1943 landete sie zusammen mit den SOE-Agentinnen Noor Inayat Khan und Diana Rowden mit Fallschirmen in der Nähe von Le Mans und reiste von dort allein weiter in den Süden Frankreichs. Doch schon im September wurde sie bei einem Treffen mit einem Résistance-Mitglied verhaftet, aber trotz brutaler Misshandlung im Pariser Hauptquartier der Gestapo verriet sie niemanden. Schließlich wurde sie im Pariser Gefängnis Fresnes inhaftiert. Von dort wurde sie vermutlich im Januar 1944 in das Konzentrationslager Ravensbrück deportiert. Ein Jahr später war sie infolge der Haftbedingungen so geschwächt, dass sie „selektiert“ und in die Todeszone des sogenannten Jugendschutzlagers verlegt wurde. Dort starb sie nach kurzer Zeit unter ungeklärten Umständen.

## Ehrungen
Postum ehrte Großbritannien Lefort als Royal-Air-Force-Offizier auf einer Gedenktafel des Runnymede-Memorial in Surrey. Von Frankreich wurde ihr das Croix de guerre verliehen, und als eine von 91 Männern und 13 Frauen, die im Dienst von SOE für die Freiheit Frankreichs starben, wird sie auf dem SOE-Mahnmal in Valençay im Département Indre gewürdigt.